# Неск
Неск (фр. Nesque) је река у Француској. Дуга је 53 km. Улива се у Сорг де Велерон. 